# Mauerstetten
Mauerstetten è un comune tedesco di 3 001 abitanti, situato nel land della Baviera.